# Пьяный рассвет
«Пьяный рассвет» (варианты перевода Огненный рассвет, Текиловый рассвет) — кинофильм, криминальный триллер режиссёра Роберта Тауна.

## Сюжет
Действие происходит в США примерно в 1980—1990-е годы. Дейл МакКьюсик и Ник Фриша — близкие друзья. Дейл — наркодилер, который решил завязать с преступным прошлым. Ник — полицейский, сотрудник управления по борьбе с нелегальным оборотом наркотиков и недавно получил повышение. Как полицейский он должен арестовать Дейла, но верит ему на слово и оставляет на свободе.
В управление попали агентурные данные о том, что Дейл имеет отношение к поставке крупной партии наркотиков из Мексики. Представители ФБР собираются использовать МакКьюсика — только он знает, как выглядит наркобарон Карлос, который собирается посетить Соединённые Штаты. Дейл изо всех сил не хочет быть втянутым в операцию по аресту Карлоса. Ник пытается выгородить друга, но не может. В ФБР его предупредили — если Дейл не будет сотрудничать, ему неминуемо грозит тюремное заключение. Сложные отношения между друзьями обостряются до предела после того, как между ними встала женщина, которую они оба любят — Джо Энн Валленери, хозяйка ресторана.

## В ролях
- Мэл Гибсон — Дейл МакКьюсик «Мак»
- Курт Расселл — Ник Фриша
- Мишель Пфайффер — Джо Энн Валленери
- Рауль Хулиа — Карлос
- Джей Ти Уолш — агент Хэл Магуайр
- Гэбриел Дэймон — Коди МакКьюсик

| Оценки критиков | Оценки критиков |
| Источник        | Оценка          |
| --------------- | --------------- |
| AllMovie        | [ 1 ]           |
| Smash Hits      | без оценки      |
| Smash Hits      | [ 3 ]           |

## Премии и номинации
- Номинация на премию «Оскар» за операторскую работу (1989)